# Botrychium socorrense
Botrychium socorrense är en låsbräkenväxtart som beskrevs av Warren Herbert Wagner. Botrychium socorrense ingår i släktet låsbräknar, och familjen låsbräkenväxter. Inga underarter finns listade i Catalogue of Life.